# Cirolana sulcaticauda
Cirolana sulcaticauda är en kräftdjursart som beskrevs av Stebbing 1904. Cirolana sulcaticauda ingår i släktet Cirolana och familjen Cirolanidae. Inga underarter finns listade i Catalogue of Life.